# Kagohl 7

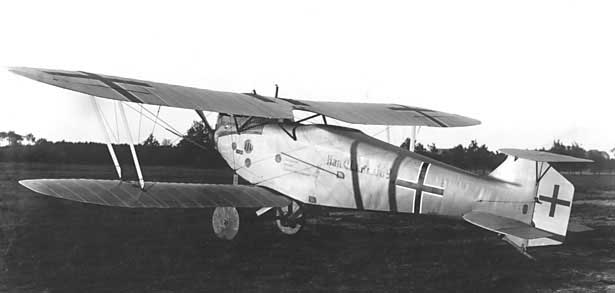
Hannover Roland CL.II

Kampfgeschwader der Obersten Heeresleitung 7  - Kagohl 7 – jednostka lotnictwa niemieckiego Luftstreitkräfte z okresu I wojny światowej.

## Informacje ogólne
Jednostka została utworzona 20 czerwca 1916. Składała się z sześciu jednostek bojowych Kampfstaffeln, każda po 6 samolotów. Kasta 37, Kasta 38, Kasta 39, Kasta 40, Kasta 41 i Kasta 42. 1 stycznia 1917 roku dywizjon został przeorganizowany i przemianowany na 7 Bombengeschwader der Obersten Heeresleitung, Bogohl 7.
W Kagohl 7 służyli między innymi (późniejsze asy myśliwskie):  Werner Wagener, Gerhard Bassenge. Dowódcą Kesta 38 był Theodor Schubert
Dywizjon używał między innymi samolotów Hannover Roland CL.II.

## Dowódcy Eskadry
| Stopień   | Nazwisko         | Okres             |
| --------- | ---------------- | ----------------- |
| porucznik | Alfred Streccius |                   |
| kapitan   | Hermann Köhl     | od listopada 1916 |